# Swiffer
Swiffer ist eine Marke von Reinigungsprodukten des amerikanischen Unternehmens Procter & Gamble.

## Geschichte

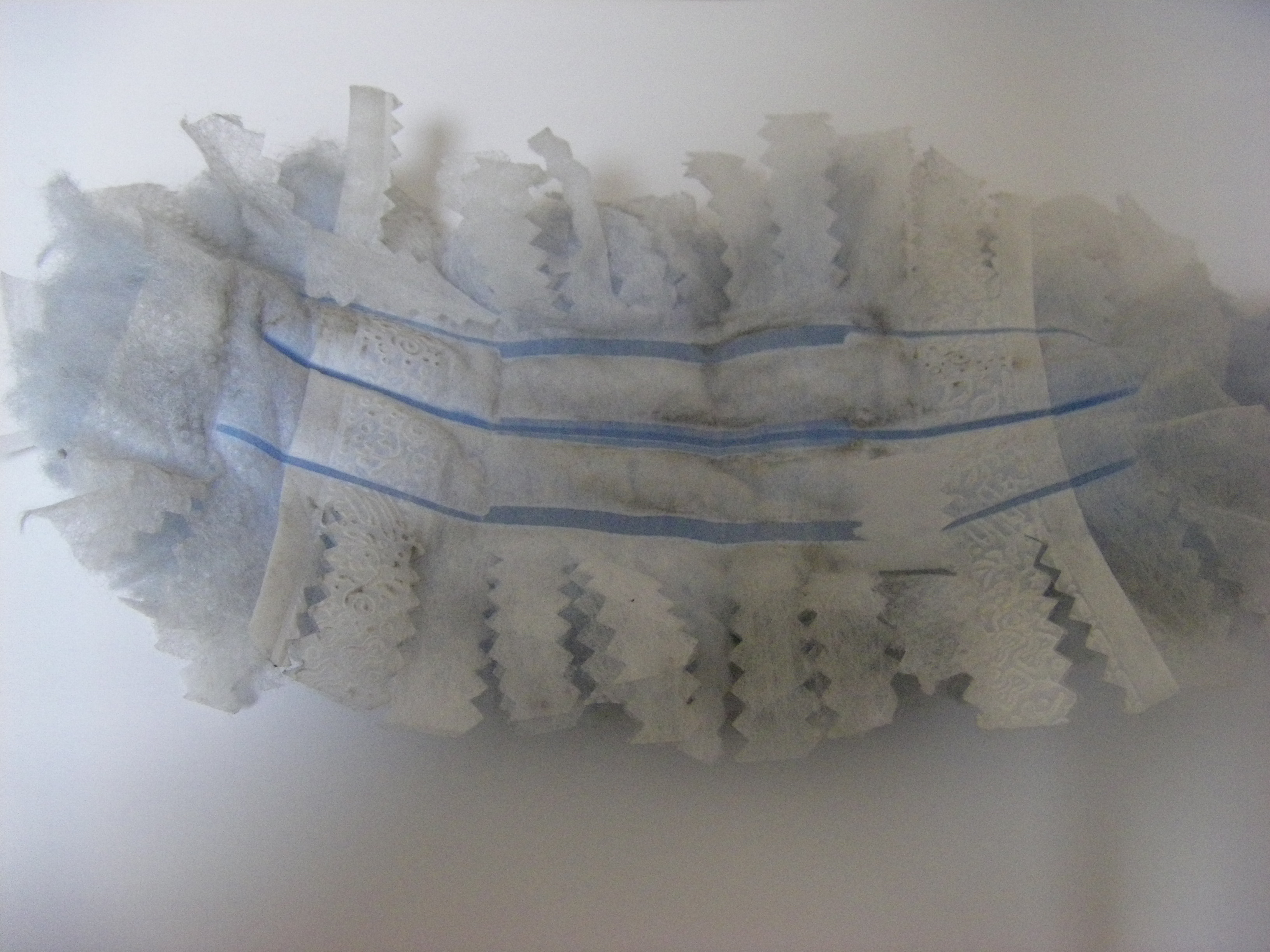
Teil des Swiffer Reinigungssystems

1994 entwickelte das japanische Unternehmen Kaō einen Wischer mit schwenkbarem Kopf, welcher den Schmutz direkt festhielt und kein Kehrblech benötigte. Procter & Gamble erkannte das Potenzial dieses Produktes und veröffentlichte 1998 die Marke Swiffer für Testmärkte. Ein Jahr später begann die weltweite Vermarktung.

## Produkte
Swiffer umfasst mehrere Reinigungsprodukte, die unter anderem aus Einwegprodukten wie z. B. Wischtüchern bestehen.